# ريكاردو غاريكا
ريكاردو ألبرتو جاريكا (بالإسبانية: Ricardo Alberto Gareca)‏ مواليد 10 فبراير 1958م هو لاعب كرة قدم أرجنتيني معتزل، مدرب حالياً، أشرف على تدريب عدة فرق في أمريكا الجنوبية، كان أخرها نادي بالميراس في البرازيل .
في عام 2015 قام بتدريب منتخب بيرو لكرة القدم خلال مشاركته في كوبا أمريكا 2015 المقامة في تشيلي ، وحقق معه المركز الثالث .

## روابط خارجية
- ريكاردو غاريكا على موقع الاتحاد الدولي (مؤرشف)  (الإنجليزية)
- ريكاردو غاريكا على موقع قاعدة بيانات كرة القدم.إي يو (الإنجليزية)
- ريكاردو غاريكا على موقع ناشيونال فوتبول تيمز (الإنجليزية)
- ريكاردو غاريكا على موقع Soccerway.com (الإنجليزية)
- ريكاردو غاريكا على موقع عالم كرة القدم.نت (الإنجليزية)
- ريكاردو غاريكا على موقع كووورة